# Mesochorus pizzighettoneus
Mesochorus pizzighettoneus är en stekelart som beskrevs av Schwenke 1999. Mesochorus pizzighettoneus ingår i släktet Mesochorus och familjen brokparasitsteklar. Inga underarter finns listade i Catalogue of Life.